# Дік Плуґ
Дік Плуґ (англ. Dick Ploog, 27 листопада 1936 — 14 липня 2002) — австралійський велогонщик.
Бронзовий призер Олімпійських Ігор 1956 року в спринті.
Переможець Ігор Співдружності 1954 (гіт), 1958 (спринт) років.